# Pseudomasaris wheeleri
Pseudomasaris wheeleri är en stekelart som beskrevs av Joseph Charles Bequaert 1929.
Pseudomasaris wheeleri ingår i släktet Pseudomasaris och familjen Masaridae. Inga underarter finns listade i Catalogue of Life.